# Sant Joan de Barro
Sant Joan de Barro (en francès Saint-Jean-de-Barrou) és un municipi francès situat al departament de l'Aude i a la regió d'Occitània.